# Speocera caeca
Speocera caeca là một loài nhện trong họ Ochyroceratidae. Loài này phân bố ở Celebes.